# ریل‌کلیرپالیتیکس
ریل‌کلیرپالیتیکس (به انگلیسی: RealClearPolitics) یک خوراک‌خوان انسانی نظرسنجی‌ها و اخبار سیاسی است که در سال ۲۰۰۰ در شیکاگو بنیان نهاده شد. بنیان‌گذاران این خوراک‌خوان جان مک‌اینتایر و تام بیون هستند. این وبگاه اخبار سیاسی انتخاب شده و تحلیل‌ها را از انتشارات خبری مختلف علاوه بر تفسیر از نویسندگان خود منتشر می‌کند. بنیان‌گذاران ریل کلیر پولیتیکس می‌گویند هدفشان این است که به خوانندگان «تنوع ایدئولوژیک» در بخش تفسیر خود بدهند.
این وبگاه به چند وبگاه خواهر در زمینه‌های علم و تجارت نیز تعمیم یافته‌است. بنیانگذار پلیتیکو، ریل کلیر پولیتیکس را «یک بازدید ضروری برای هر کسی که علاقه‌مند به سیاست است» می‌داند. این سایت به ویژه برای جمع‌آوری اطلاعات نظرسنجی‌ها در طول فصل انتخابات آمریکا کاربرد فراوانی دارد.